# Эльбистан
Эльбистан (тур. Elbistan) — город и район в провинции Кахраманмараш (Турция).
6 февраля 2023 года  стал эпицентром  мощного землетрясения.

## История
В конце бронзового века Эльбистан был частью царства Киццуватна, затем эту территорию захватили хетты под предводительством Суппилулиума I. Когда в X веке Хамданиды разрушили Арабиссос, то значение Эльбистана возросло. Впоследствии эта территория была под властью Византии, крестоносцев, государства Данишмендов, Конийского султаната, Антиохии. 15 апреля 1277 года мамлюки в Битве у Эльбистана разбили монголов, потом некоторое время Эльбистан был столицей бейлика Зулкадар, пережил нашествие Тамерлана, после османо-сефевидских войн вошёл в состав Османской империи. 
6 февраля 2023 года  стал эпицентром  мощного землетрясения. Три здания были разрушены в результате первоначального толчка, и, по оценкам, 2000 зданий были разрушены в результате повторного толчка, магнитудой 7,5, эпицентр которого располагался рядом с городом. В результате чего в городе погибло по меньшей мере 924 человека, включая сотни смертей, связанных со вторым землетрясением.